# بيلي هاريس (لاعب كرة قاعدة)
بيلي هاريس (بالإنجليزية: Billy Harris)‏ هو لاعب كرة قاعدة أمريكي، ولد في 24 نوفمبر 1943 في هاملت في الولايات المتحدة.

## وصلات خارجية
- بيلي هاريس على موقع دوري كرة القاعدة الرئيسي (الإنجليزية)
- بيلي هاريس على موقعبيزبول رفرنس.كوم (الدوري الرئيسي) (الإنجليزية)